# Tanius
Tanius ("de Tan") es un género extinto representado por posiblemente dos especies de dinosaurios ornitópodos hadrosáuridos que vivió a finales del período Cretácico, hace aproximadamente 72 millones de años, durante el Campaniense, en lo que es hoy Asia.

## Descripción
En 2010 Gregory S. Paul estimó la longitud de Tanius en 7 metros y con un peso de 2 toneladas. El fémur holotipo medía alrededor de un 1 de largo. En 2021, el peso se estimó entre 2091 y 3533 kilogramos.
A pesar de la naturaleza fragmentaria de los restos, se han identificado algunos rasgos distintivos. La cabeza es más bien plana y alargada con largas ventanas en la parte superior de las sienes y un hueso cigomático angosto. Los procesos espinosos en las vértebras son altos. El húmero, que es ligeramente más corto que el antebrazo, tiene una cresta deltopectoral robusta y angulosa.
En 2021 se dio un diagnóstico de poscraneal. Hubo varias autapomorfias, características inferidas únicas. Las apófisis espinosas de las vértebras son altas, 3,2 veces más altas que el cuerpo vertebral. Solo hay una pequeña cresta posterior en la hoja posterior del ilion. Los cóndilos inferiores del fémur forman un túnel para el tendón del músculo flexor. La superficie superior del tercer hueso metatarsiano tiene el perfil de una luna creciente.
Además, existe una combinación única de características que no son únicas en sí mismas. En la escápula, el proceso acromial se dobla hacia atrás al final y se dirige hacia adelante y hacia arriba. La altura vertical máxima del borde frontal del omóplato es una vez y media el ancho del extremo superior. El borde superior del omóplato está fuertemente curvado. La cresta deltopectoral ocupa menos de la mitad de la longitud total del húmero. El peroné termina en la parte inferior en un ensanchamiento en forma de maza. La parte central de la hoja del ilion tiene una altura que es el 91% de la longitud. El tercer hueso metatarsiano es 4,5 veces más largo que el ancho del centro del eje.

## Descubrimiento e investigación
La especie tipo, nombrada y descrita en 1929 por Carl Wiman, es Tanius sinensis. El nombre del género es en honor del paleontólogo chino Tan Xichou ("H.C. Tan"), mientras que el nombre de la especie se refiere a China.
Tan descubrió en abril de 1923 los restos fósiles al este de Shandong en el pueblo de Ch'ing-kang-kou, a diez kilómetros al sureste de Lai Yang. En octubre del mismo año estos restos fueron excavados por el asociado de Tan, el paleontólogo austríaco Otto Zdansky. Aunque el espécimen fue hallado originalmente completo en su mayor parte, solo algunas partes pudieron ser salvadas. El espécimen holotipo, PMU R.240, fue recuperado de la Formación Wangshi que data de la época del Campaniense. Este consiste de la parte posterior del cráneo, la cual es aplanada y alargada. Otros numerosos fósiles fragmentarios podrían ser referidos a Tanius.
Otras especies asignadas en principio a Tanius han sido reasignadas a otros géneros. Estas incluyen a Tanius prynadai nombrado en 1939 por Anatoly Nikolaevich Ryabinin, que fue reclasificado en Bactrosaurus; Tanius chingkankouensis nombrado en 1958 por Yang Zhongjian, y Tanius laiyangensis nombrado en 1976 por Zhen Shuonan, las cuales fueron consideradas posteriormente como sinónimos menores de Tsintaosaurus. Sin embargo, un estudio más reciente, Zhang et al.(2017) determinaron que T. sinensis y T. chingkankouensis eran especies válidas de Tanius y que T. laiyangensis probablemente no lo era. Zhang et al., en 2019, reevaluó a "Tanius" laiyangensis como miembro del clado saurolophine Kritosaurini, el primero del clado de Asia.

## Clasificación
Los análisis cladísticos realizados han dado como resultado que Tanius bien podría ser un miembro basal en la superfamilia Hadrosauroidea, basal dentro de la familia Hadrosauridae, dependiendo de la definición de ese concepto, o bien dentro de Hadrosaurinae. Algunos análisis recientes le dan a la especie una posición basal en el mismo; otros dan como resultado que sea aún más basal en el más amplio Hadrosauroidea.